# Bijiachang Menhuan
Bijiachang Menhuan (chinesisch 毕家场门宦, Pinyin Bìjiāchǎng ménhuàn) ist ein Zweig des Khufiyya-Menhuan, eine der vier großen islamischen Schulen Chinas. Seine Qubba (chin. gongbei, das Heiligtum des sakralen Kuppelgebäudes über dem Grab des Schulengründers) befindet sich in Bijiachang im Westen der Stadt Linxia des Autonomen Bezirks Linxia der Hui in der nordwestchinesischen Provinz Gansu, wovon sich der Name der Schule ableitet. 

## Geschichte
Der Gründer der Schule, Ma Zongsheng 马宗生 bzw. 'Abd-ul Rahman (1639–1719), hatte persische Vorfahren. In seiner Kindheit lernte er in einer Moschee in Xi’an in der Provinz Shaanxi Arabisch. Später wurde er dort Akhund und darauf Imam der Moschee. Dann ging er nach Linxia in Gansu und wurde Senior-Akhund einer Moschee.  1673 ging er nach Xining in Qinghai, um von Apak Hodscha zu lernen, dem berühmten islamischen Gelehrten und Führer der Aqtaghliq (chin. Baishan pai, ein Naqschbandi-Orden) in Xinjiang, und nahm den Khufiyya-Glauben an. Nach seiner Rückkehr nach Linxia, begann er seine Missionstätigkeit. Dabei trat er dafür ein, dass sich die verschiedenen Schulen des Islam gegenseitig respektierten, egal wie verschieden sie seien, und dass sie andere nicht zurückwiesen und keine Kämpfe mit Andersgläubigen austrügen.
Diese Schule hatte keine Konflikte mit anderen Schulen und erlaubte ihren Anhängern sogar, mit Gläubigen anderer Schulen Moscheen zu bauen und zusammen Gottesdienste zu halten. Die Nachfolgefrage wird über Vererbung geregelt. Gläubige dieser Schule sind hauptsächlich über Linxia, Hezheng und Lintan in der Provinz Gansu, Sungqu in der Provinz Sichuan und Xiji im Autonomen Gebiet Ningxia der Hui verstreut.

## Oberhäupter
- Ma Zongsheng 马宗生
- Ma Yiqing 马一清
- Ma Dawude 马达乌德
- Ma Abutula 马阿卜杜拉
- Ma Yiulaxin 马易卜拉欣
- Ma Yideliqi 马伊德里斯
- Ma Kun 马堃
- Ma Gama 马尕麻
- Ma Housaini 马侯赛尼
- Ma Guozhen 马国珍[7]